# Дембени
Дембени (фр. Dembeni) — коммуна и населённый пункт в островном регионе Майотта, в восточной части острова Майотта (Маоре). 
Коммуна состоит из собственно города Дембени (2376 жителей, 2012 год) и 4-х населённых пунктов, в том числе: Илони (2 093 жителей, 2012 год), Онгожу (1 364 жителей, 2012 год), Царарано (фр. Tsararano, 3 477 жителей, 2012 год), Ажангуа (фр. Ajangoua, 1 613 жителей, 2012 год). Общее население коммуны составляет 10 923 человека (перепись 2012 года).